# ASAP (informatique)
Pour les articles homonymes, voir ASAP.
ASAP en termes informatiques est l'acronyme de Asynchronous Services Access Protocol. C'est le protocole utilisé pour les services Web asynchrones.
C'est un service ou un ensemble de services Web réalisés sur la base d'un mode opératoire où l'appel au service est détaché de la réception du résultat. Un certain nombre de contrôles ou suivis peuvent être effectués entre l'appel initial et le résultat final pour un service asynchrône donné.

## Exemples ASAP
- EasyASAP (C++) and AxisASAP (Java).
- Le protocole WfXML 2.0 de la WfMC qui étend les services SOAP pour inclure des fonctionnalités asynchrônes de gestion d'un workflow.